# Infor
 (juillet 2020).
L'article doit être relu — et modifié si nécessaire — par des contributeurs indépendants pour apporter un regard critique aux contributions effectuées en violation des conditions d'utilisation de Wikipédia, tant sur la forme (notamment concernant le style encyclopédique, la proportionnalité) que sur le fond (la neutralité de point de vue, la qualité et l'indépendance des sources).
 (avril 2019).
Infor est un éditeur de logiciel américain qui commercialise notamment des progiciels de gestion informatique, financière ou encore de ressources humaines. Infor est détenu et contrôlé par trois fonds d'investissement privés américains : Golden Gate Capital Partners, Summit Partners et Koch Industries. Son siège social est situé à New York dans l'État de New York. Infor affirme réaliser un chiffre d'affaires de près de trois milliards de dollars sur l'année fiscale 2016 et employer environ 16 000 salariés, soit l'une des plus importantes entreprises de logiciels au monde.
La croissance d'Infor s'est opérée essentiellement via des opérations d'acquisition jusqu'à en faire, en 2007, le troisième fournisseur mondial de progiciels, derrière SAP et Oracle Corporation. Les principaux logiciels ERP fournis par Infor sont M3, LN et Syteline. Infor revendique des bureaux dans 125 pays et plus de 70 000 clients.

## Historique

### Création et premières acquisitions (2002–2009)
La société est fondée en 2002 sous le nom de Agilisys à Malvern, en Pennsylvanie. Avec 1300 clients à ses débuts, et axée sur les logiciels d’entreprise, Infor s’est construite à travers une série d’acquisitions conduites par les capitaux privés Golden Gate Capital et Summit Partners. En février 2007, le siège social d’Agilisys est déplacé à Alpharetta près d'Atlanta en Géorgie, à l'occasion de l'acquisition de la société allemande Infor Business Solutions (basée à Friedrichsthal en Allemagne). À la suite de cette acquisition, Agilisys est rebaptisée Infor Global Solutions. Désormais, elle porte le nom Infor.

### Nouvelle direction et développement (2010–2013)
Après plusieurs acquisitions, en octobre 2010, le conseil d’administration d’Infor embauche une nouvelle équipe de direction composée de quatre hauts dirigeants d’Oracle Corporation, qui ont donc tous les quatre rejoint Infor le même jour. Charles Phillips fut nommé PDG, Pam Murphy directeur de l’exploitation, et Duncan Angove et Stephan Scholl co-présidents. Phillips a établi une nouvelle direction stratégique. En effet, afin de gagner des parts de marché sur SAP et Oracle, Infor s’est concentré sur la faculté de proposer des applications avec des interfaces facile à utiliser. L’entreprise a racheté le rival ERP Lawson Software pour $2 millions US en 2011. Infor lance sa ligne de produits Infor10 en septembre 2011.
Durant l’été 2012, le siège social d'Infor est à nouveau déplacé, cette fois-ci à New York. Tout en gardant une centaine d’employés en Géorgie, les nouveaux bureaux de style loft, localisé au 641 Avenue of the Americas à Manhattan, ont été conçus dans le but de promouvoir la "collaboration et la transparence".

### Focus sur les solutions verticalisées et virage vers le cloud (2013–2014)
Après les changements de direction de 2010, Infor se spécialise dans les solutions verticalisées, construisant des logiciels sur mesure afin de répondre aux besoins spécifiques des clients de chaque secteur d’activité.
Fin 2013, Infor avait déjà lancé 300 produits et a embauché 1500 ingénieurs en 3 ans. Les progrès dans le domaine du cloud computing ont permis à Infor d’intégrer ses applications dans des suites spécifiques pour chaque industrie. En 2014, Infor lance son produit Infor Cloudsuite, qui est exclusivement hébergé sur Amazon Web Services (AWS).

### Investissements par Koch Industries et Golden Gate Capital (2017-2019)
En février 2017, Koch Equity Development LLC investit $2.68 milliards dans Infor, pour une participation de 66.67% dans l’entreprise. Infor est alors évalué à $10 milliards,.
En 2019, Infor annonce un nouvel investissement de la part de ses actionnaires Koch Equity Development LLC et Golden Gate Capital d'un montant de $1,5 milliard, en vue d'une entrée en bourse.

## Sponsoring
En février 2017, Infor se place comme le principal sponsor de la franchise NBA des Brooklyn Nets, avec un investissement de 8 millions de dollars chaque année. En conséquence, leur logo apparaît sur le maillot de l'équipe, au niveau de l'épaule gauche,.

## Acquisitions

### Acquisition de GT Nexus (2015–2016)
Le 11 août 2015, Infor annonce l'acquisition de GT Nexus pour $675 millions, soit environ 590 millions d’euros. À ce jour, GT Nexus était la plus grande plate-forme "cloud" de gestion de commandes au monde. Parmi les 25 000 clients de GT Nexus figurent des entreprises telles qu’Adidas, Caterpillar, DHL, Home Deport, Pfizer, Procter & Gamble ou UPS.

### Acquisition de Birst (2017)
En 2017, Infor rachète Birst, une plateforme analytique cloud, classée par le Gartner dans son Magic Quadrant de la BI,. Birst se positionne à la fois comme un concurrent des historiques (BusinessObject, Cognos, MicroStrategy) et de la « Modern BI » (Qlik, Tableau).

### Table des acquisitions
| Numéro d'acquisition | Entreprise rachetée    | Date de l'acquisition | Spécialité                                    | Pays d'origine | Prix de l'acquisition |
| -------------------- | ---------------------- | --------------------- | --------------------------------------------- | -------------- | --------------------- |
| 25                   | Vivonet                | Septembre 2018        | Hospitality solutions                         | Canada         |                       |
| 24                   | Birst                  | Septembre 2017        | BI and Analytics                              |                | $68.5m                |
| 23                   | Ciber (Infor Practice) | Mai 2017              | Consulting Services                           |                | $15.0m                |
| 22                   | Accentia Middle East   | 22-Mars-17            | Regional IT Supplier                          |                | $7.7m                 |
| 21                   | Starmount              | 11-Juillet-16         | Retail software                               |                | $62.1m                |
| 20                   | Predictix              | 28-Juin-16            | Retail software                               |                | $150.0m               |
| 19                   | Merit Consulting Group | 12-Mai-16             | Consulting Services                           |                | $22.1m                |
| 18                   | GT Nexus               | 11-Août-15            | SCM                                           |                | $675.0m               |
| 17                   | SalesLogix             | 15-Août-14            | CRM                                           |                | $30.1m                |
| 16                   | GRASP Systems          | 29-Avril-14           | Management for Healthcare                     |                |                       |
| 15                   | PeopleAnswers          | 8-Janvier-14          | Talent management                             |                | $200.0m               |
| 14                   | Orbis Global           | 4-Décembre-12         | Marketing Resource Mgt                        |                |                       |
| 13                   | Group Laurier          | 8-Août-12             | Consulting Services                           |                |                       |
| 12                   | EasyRMS                | 14-Juin-12            | Revenue and Yield Management                  |                |                       |
| 11                   | ENXSUITE               | 19-Octobre-11         | EPM for energy, greenhouse and sustainability | Canada         |                       |
| 10                   | Lawson Software        | 27-Avril-11           | ERP                                           |                | $2,000.0m             |
| 9                    | Bridgelogix            | 2-Juin-10             | Barcode Data Collection                       |                |                       |
| 8                    | SoftBrands             | 12-Juin-09            | Part of the Infor Hospitality Suite           |                | $80.0m                |
| 7                    | ShipLogix              | 11-Septembre-07       | Transportation Management                     |                |                       |
| 6                    | Workbrain              | 23-Mai-07             | ESS for Workforce Management                  |                |                       |
| 5                    | SSA Global             | 15-Mai-06             | ERP (BPCS, Baan)                              |                | $1,400.0m             |
| 4                    | Formation Systems      | 25-Août-05            | PLM                                           |                |                       |
| 3                    | Geac                   | 7-Novembre-2005       | ERP                                           |                | $1,000.0m             |
| 2                    | MAPICS                 | 1-Février-05          | ERP                                           |                |                       |
| 1                    | NxTrend Technology     | 8-Juin-04             | SCM                                           |                |                       |
|                      | Brain AG               | Déc-2002              | Automotive ERP (XPPS)                         | Allemagne      | $100m                 |